# 大熊杏優
大熊 杏優（おおくま あゆ、2002年12月19日 - ）は、日本の女優、グラビアアイドル。seju所属。女優の大熊杏実は実姉。

## 概要
女優として舞台などで活躍。2022年にはグラビアアイドルデビューし、ショートカットの美女として注目を集める。
2025年放映のドラマ『家政婦クロミは腐った家族を許さない』では実年齢22歳ながら中学生2年生を演じた。

## 人物
- 趣味はギター、映画鑑賞、ゲーム。特技は演技[2]。中学時代はダンス部だったが、運動は苦手としている[6]。
- TikTokのフォロワー数は2022年10月時点で46万人を超えている[7]。

## 出演

### テレビドラマ
- アイドル×戦士ミラクルちゅーんず!（2017年4月2日、9日、テレビ東京）
- やけに弁の立つ弁護士が学校でほえる（2018年4月21日 - 5月26日、NHK）
- 学校へ行けなかった私が「あの花」「ここさけ」を書くまで（2019年2月10日、NHK BSプレミアム）
- こんなところで裏切り飯（2024年1月19日 - 3月22日、中京テレビ） - 宇佐美由佳 役[8]
- 素晴らしき哉、先生!（2024年8月18日 - 10月6日、朝日放送テレビ・テレビ朝日） - 亀田美羽 役[9][10][11]
- 家政婦クロミは腐った家族を許さない（2025年1月11日 - 3月29日、テレビ東京） - 灰原緋莉 役[12]
- こんなところで裏切り飯 〜嵐を呼ぶ七人の役員〜（2025年1月16日 - 3月20日、中京テレビ・日本テレビ） - 宇佐美由佳 役[13]

### 映画
- 札束と温泉（2023年6月30日、渋谷プロダクション） - 田中美宇 役[14][15]
- 17歳は止まらない（2023年8月4日、東映ビデオ） - くるみ 役[16]
- こころのふた〜雪ふるまちで〜（2024年6月14日、The icon）[17]
- 悪鬼のウイルス（2025年1月24日、イオンエンターテイメント） - リオ 役[18][19]
- 2025年7月5日 午前4時18分（2025年6月27日、S・D・P） - 木崎穂花 役[20]

### 舞台
- 「MIX!!こんなベタなことが私におこるなんて」（2020年5月27日 - 5月31日 2020年11月18日 - 23日、CBGKシブゲキ‼︎） - ユメ 役
- ブロードウェイミュージカル「ピーターパン」
  - （2021年7月22日 - 8月1日、めぐろパーシモンホール）
  - （2021年8月7日 - 8月8日、相模女子大学グリーンホール）
  - （2021年8月14日 - 8月15日、梅田芸術劇場メインホール）
  - （2021年8月21日 - 8月22日、仙台銀行ホール イズミティ21・ 大ホール）
  - （2021年8月28日 - 8月29日、御園座） - 迷子たち・ふたご1 役
- チーズtheater 第7回本公演「ある風景」（2023年6月21日 - 25日、座・高円寺1） - 日向 役[21][22]

### MV
- 小林柊矢「死ぬまで君を知ろう」
- mihoro*「知らんけど」

## 書籍

### 写真集
- 私らしく。（2025年2月28日、秋田書店、撮影：細居幸次郎）ISBN 978-4253011280[23][24]

### デジタル写真集
- ショートカットは正義だ。（2022年3月14日、集英社［週プレ PHOTO BOOK］、撮影：青山裕企）[25]
- 青春浮かれポンチ。（2022年6月27日、集英社［週プレ PHOTO BOOK］、撮影：矢西誠二）[26]
- ねぇ、そろそろ“あゆ”って呼んで欲しいな（2022年10月24日、集英社［週プレ PHOTO BOOK］、撮影：Takeo Dec.）[27]
- 海街メモリーズ（2022年12月23日、主婦の友社［STRiKE! DIGITAL PHOTOBOOK 021］、撮影：東京祐）[28]
- Tear Drops〜prologue〜（2023年1月30日、集英社［週プレ PHOTO BOOK］、撮影：田口まき）[29]
- 君がいた夏は（2023年8月29日、光文社［FLASHデジタル写真集］、撮影：カノウリョウマ）[30]
- ギターはともだち。（2023年8月30日、KADOKAWA［Gテレデジタル！］）[31]
- 禁断の果実、ショートカット（2023年11月16日、集英社［YJ PHOTO BOOK］、撮影：HIROKAZU）[32]
- 好きになってくれるかな？（2023年11月30日、双葉社［EX大衆デジタル写真集］、撮影：藤本和典）[33]
- キミが大人っぽくなったのは、髪を伸ばしたせいではない。（2024年2月5日、集英社［週プレ PHOTO BOOK］、撮影：酒井貴弘）[34]
- seju4姉妹（2024年2月5日、集英社［週プレ PHOTO BOOK］、撮影：桑島智輝）共演：桑島海空、紀内乃秋、本郷柚巴[35]
- 最近、またかわいくなってない？（2024年11月18日、集英社［週プレ PHOTO BOOK］、撮影：佐藤佑一）[36]
- “キミって…”（2025年1月30日、集英社［YJ PHOTO BOOK］、撮影：HIROKAZU）[37]